# Сражение при Скултенне
Сражение при Скултенне (ит. Battaglia dello Scultenna) — сражение, произошедшее в конце ноября 643 года близ реки Сколтенна (ранее Скултенна) между войсками короля лангобардов Ротари и экзарха Равенны Исаака. Битву выиграл правитель лангобардов, а его противник пал на поле боя.
Лангобардский монарх воспользовался трудным моментом для Византийской империи, ослабленной арабскими вторжениями и кризисом монофелитства, чтобы попытаться подчинить себе территории, остававшиеся в руках Византии и вклинившиеся в центральную часть королевства: Равеннский экзархат с его венецианскими ответвлениями до Одерцо на востоке, а также Лигурию и Луниджану на западе.
О битве сохранились только скудные сведения, изложенные в Происхождении народа лангобардов и Истории лангобардов Павла Диакона. 

Ротари сражался с ромеями из Равенны у реки Эмилия, которая называется Скултенна. В битве с римской стороны пало восемь тысяч человек, а остальные обратились в бегство.— Павел Диакон. История лангобардов
Цифра в восемь тысяч павших воинов с византийской стороны считается современной историографией недостоверной, которая просто рассматривает ее как показатель явной победы, достигнутой Ротари. Эта цифра потерь совершенно несоразмерна реальной численности армий того времени, состоявших из нескольких тысяч воинов. К тому же Ротари, несмотря на триумф, все же не сумел завоевать Равеннский экзархат.
Всё же победа позволила лангобардам расширить свои владения до Луниджаны и Лигурии и завершить завоевание Эмилии. В этом же году, помимо покорения Лигурийского побережья, Ротари осадил и по тактическим соображениям разрушил Одерцо.